# Acantòpids
Els acantòpids (Acanthopidae) són una família de mantodeus, que té tres subfamílies i tretze gèneres.
Va ser el naturalista alemany Hermann Burmeister qui anomenà aquesta família d'insectes l'any 1838.

## Gèneres
- Acanthops
- Acontista
- Astollia
- Callibia
- Decimiana
- Lagrecacanthops
- Metilia
- Miracanthops
- Paratithrone
- Pseudacanthops
- Raptrix
- Stenophylla
- Tithrone